# Max Abegglen
Max Abegglen (Neuchâtel, Švicarska, 11. travnja 1902. – Zermatt, Švicarska, 25. kolovoza 1970.) je pokojni švicarski nogometaš i nacionalni reprezentativac. Cijelu igračku karijeru proveo je u domovini dok je za švicarsku reprezentaciju zabio ukupno 34 pogotka. Time je s Kubilayjom Türkyilmaz‎om dijelio prvo mjesto najboljeg reprezentativnog strijelca sve do 2008. kada je rekord srušio Alexander Frei.
Abegglen je sa Švicarskom osvojio srebro na Olimpijadi 1924. u Parizu.

## Karijera

### Klupska karijera
Igrač je karijeru započeo u rodnom gradu gdje je igrao za lokalni Neuchâtel Xamax dok mu je igračku karijeru obilježio Grasshopper s kojim je osvojio 11 nacionalnih trofeja.
Tijekom 1920-ih i 1930-ih Max Abegglen smatrao se najboljim europskim nogometašem. Njemu u čast, njegov prvi klub FC Cantonal Neuchâtel se kasnije preimenovao u Neuchâtel Xamax.

### Reprezentativna karijera
Abegglen je za Švicarsku debitirao 19. studenog 1922. u utakmici protiv Nizozemske u kojoj je zabio hat-trick. S reprezentacijom je nastupio na Olimpijadi 1924. u Parizu. Na olimpijskom turniru je zabio šest golova (protiv Litve, Italije i Švedske) čime je postao najbolji švicarski strijelac na OI. Sama reprezentacija se ondje plasirala u finale gdje je s 3:0 izgubila od Urugvaja.
Za reprezentaciju Švicarske je nastupao do svibnja 1937. kada je odigrao posljednju utakmicu protiv Njemačke u kojoj je bio kapetan. Tijekom 15 godina igranja za nacionalni sastav, Abegglen je zabio 34 pogotka čime je postao najbolji reprezentativni strijelac (uz Kubilayja Türkyilmaza). Taj rekord je srušio Alexander Frei 2008. godine.
Njegova braća André i Jean Abegglen također su bili švicarski reprezentativci.

## Osvojeni trofeji

### Osvojeni klupski trofeji
| Klub        | Trofej              | Sezona / godina |
| Švicarska   | Švicarska           | Švicarska       |
| ----------- | ------------------- | --------------- |
| Grasshopper | Švicarski kup       | 1926.           |
| Grasshopper | Švicarsko prvenstvo | 1926./27.       |
| Grasshopper | Švicarski kup       | 1927.           |
| Grasshopper | Švicarsko prvenstvo | 1927./28.       |
| Grasshopper | Švicarsko prvenstvo | 1930./31.       |
| Grasshopper | Švicarski kup       | 1932.           |
| Grasshopper | Švicarsko prvenstvo | 1936./37.       |
| Grasshopper | Švicarski kup       | 1937.           |
| Grasshopper | Švicarsko prvenstvo | 1938./39.       |
| Grasshopper | Švicarski kup       | 1940.           |
| Grasshopper | Švicarsko prvenstvo | 1941./42.       |

### Reprezentativni trofeji
| Turnir      | Trofej | Godina |
| ----------- | ------ | ------ |
| OI u Parizu | Srebro | 1924.  |

## Vanjske poveznice
- Sports-Reference.com  Arhivirana inačica izvorne stranice od 15. prosinca 2012. (Wayback Machine)